# Ambasada Malawi w Berlinie
Ambasada Malawi w Berlinie – misja dyplomatyczna Republiki Malawi w Republice Federalnej Niemiec.
Ambasador Republiki Malawi w Berlinie oprócz Republiki Federalnej Niemiec akredytowany jest również w Republice Armenii, Republice Austrii, Republice Azerbejdżanu, Republice Białorusi, Republice Bułgarii, Republice Chorwacji, Czarnogórze, Republice Czeskiej, Republice Estońskiej, Gruzji, Republice Kosowa, Republice Litewskiej, Republice Łotewskiej, Republice Macedonii Północnej, Rzeczypospolitej Polskiej, Federacji Rosyjskiej, Rumunii, Republice Serbii, Republice Słowackiej, Republice Słowenii, Stolicy Apostolskiej, Republice Turcji, Ukrainie i na Węgrzech.